# Rebecca Chiu
Chiu Wing Yin Rebecca (chinois : 趙詠賢 ; cantonais Jyutping : ziu6 wing6 jin4), née le 24 novembre 1978 à Hong Kong), plus connue sous le nom de Rebecca Chiu, est une joueuse professionnelle de squash représentant Hong Kong. Elle atteint, en octobre 2007, la treizième place mondiale sur le circuit international, son meilleur classement.
Elle est 13 fois championne de Hong-Kong entre 1995 et 2008, un record. De 2002 à 2010, elle est à cinq reprises en finale du championnat d'Asie s'inclinant à chaque fois face à Nicol David. Elle remporte la médaille d'or aux Jeux asiatiques de 2002.

## Palmarès

### Titres
- Championnats d'Asie par équipes : 2 titres (2000, 2010)
- Championnats de Hong Kong : 13 titres (1995, 1997-2008)[4]

### Finales
- Open du Texas : 2007
- Championnats d'Asie : 5 finales (2000, 2002, 2006, 2008, 2010)